# Vladimír Nedvěd
Vladimír Nedvěd (27. března 1917 Brno – 31. října 2012 Sunshine Coast, Queensland, Austrálie) byl český letec, bojovník proti nacismu a příslušník československé armády.

## První republika
Narodil se v Brně a mládí prožil v Kyjově. Zde vychodil obecnou školu a poté v roce 1936 maturoval na Klvaňově reálném gymnáziu. Ihned po maturitě se přihlásil do československé armády a byl přijat k letectvu. V letech 1936 až 1938 vystudoval Vojenskou akademii, ze které byl vyřazen v hodnosti poručíka.

## Okupace
Po okupaci Čech a Moravy nacistickým Německem 15. března 1939 začal studovat na Vysoké technické škole v Brně. Po uzavření vysokých škol odešel 8. prosince 1939 do exilu s cílem zapojit se do boje proti Hitlerovi.
Jeho cesta vedla přes Maďarsko, kde byl zatčen a vězněn v Tolonzhazu, v budapešťském vězení. Po propuštění pokračoval přes Jugoslávii, Řecko, Turecko do Bejrútu v Libanonu na Středním východě, dále pak francouzskou lodí do Marseille v jižní Francii, kde se ve městě Agde, v lednu 1940, stal členem československé letecké skupiny. Poté, co Francie kapitulovala v červnu 1940 byl společně s ostatními příslušníky československé armády evakuován anglickou lodí přes Gibraltar do Liverpoolu v Anglii. Tam přistáli v červenci 1940.

## V exilu
Ve Velké Británii byly zformovány 310., 312. a 313. československá stíhací peruť RAF a také 311. bombardovací peruť, které se v rámci Royal Air Force aktivně účastnily Bitvy o Británii a v bitvě o Atlantik. Sloužil jako navigátor (a později jako pilot) u 311. čs. bombardovací perutě. 1. listopadu 1942 byl jmenován velitelem letky "A" 311. čs. bombardovací perutě a povýšen do hodnosti major letectva. 22. srpna 1943 byl jmenován podplukovníkem letectva a velitelem 311. čs. bombardovací perutě. Stal se tak nejmladším velitelem největší čs. letecké jednotky v RAF.
Od dubna 1944 se ve funkci čs. styčného důstojníka účastnil v Indii jako pilot bojů proti japonské armádě a vykonal deset operačních letů, při nichž bylo ze vzduchu zásobováno 35 tisíc obklíčených britských a indických vojáků v oblasti Imphálu.
V říjnu 1944 se po návratu do Anglie seznámil s Češkou Luise Pražákovou, kterou si 30. ledna 1945 vzal za manželku.

## Po válce
V dubnu 1945 se zúčastnil mezinárodní letecké konference IATA v Paříži, kde předložil několik praktických návrhů, které byly konferencí schváleny a dnes jsou součástí mezinárodních leteckých map celého světa. Z emigrace se do Československa vrátil v srpnu 1945. Stal se instruktorem letecké taktiky na Letecké akademii v Hradci Králové. V roce 1946 zahájil studium na Vysoké škole válečné v Praze. V roce 1947 byl povýšen do hodnosti podplukovníka čs. letectva.
Po komunistickém převratu 25. února 1948 se rozhodl odejít do exilu i s celou rodinou. Při letu ČSA letadlem z Prahy do Bratislavy 6. dubna 1948 se jím vedená skupina československých letců zmocnila letadla, s nímž poté přistáli na americkém vojenském letišti Neubiberg u Mnichova v Západním Německu. V důsledku tohoto činu byl v Československu obviněn z velezrady, za což byl v nepřítomnosti odsouzen k trestu smrti a ztrátě vojenské hodnosti.

## Druhá emigrace

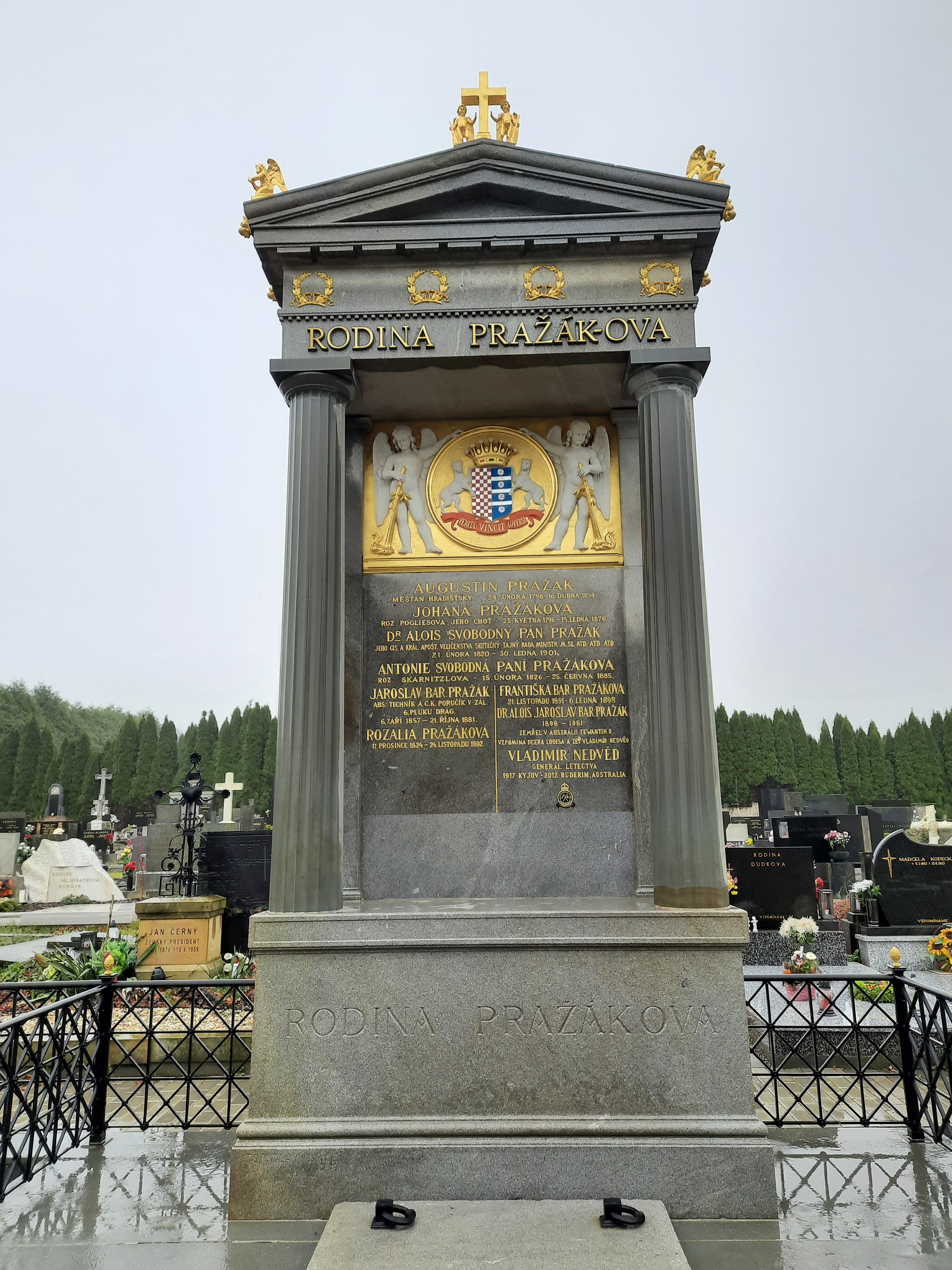
Hrobka rodiny Pražákovy na hřbitově v Mařaticích, kde je Vladimír Nedvěd pohřben

Po příchodu do Anglie získal 11. října 1949 britské státní občanství a nastoupil opět jako pilot do RAF. Během této služby byl jmenován velitelem speciální dopravní letky MEAF (Special Communication Flight) a v roce 1952 mu bylo nabídnuto velení 78. dopravní perutě RAF působící v oblasti Suezu v Egyptě. Během jeho velení byla tato peruť prohlášena za nejlepší na Středním Východě. Z RAF odešel v roce 1958. Odstěhoval se do Austrálie, kde ještě 18 let pracoval jako manažer společnosti Shell a 20 let byl laickým kazatelem slova božího v Sydney a Queenslandu. Usadil se na Sunshine Coast. Zemřel 31. října 2012 ve věku 95 let. Pohřben byl v rozměrné hrobce rodiny Pražákovy na hlavním městském hřbitově v Mařaticích.
V roce 1991 byl povýšen do hodnosti generálmajora a v roce 2005 byl dekretem prezidenta ČR povýšen do hodnosti generálporučíka. V roce 1994 byl jmenován čestným občanem Kyjova, 26. března 2017 mu byla na budově Klvaňova gymnázia v Kyjově odhalena pamětní deska u příležitosti jeho 100. výročí narození.
Z rukou prezidenta Václava Havla převzal 28. října 1996 na Pražském hradě Řád bílého lva.

## Vyznamenání

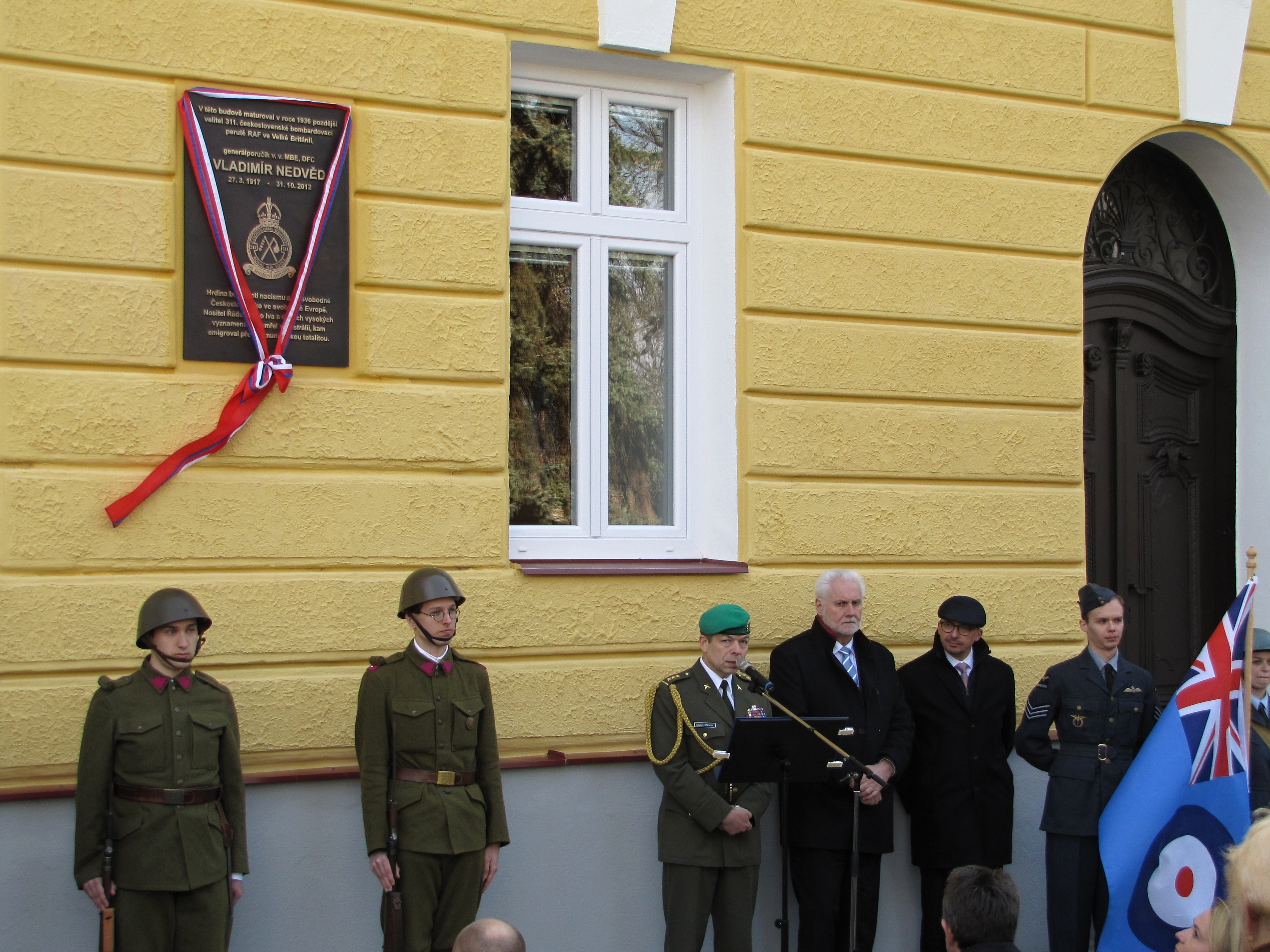
Odhalení pamětní desky v Kyjově

- Řád britského impéria, V. třída (udělen 1941)
- Záslužný letecký kříž, (udělen 1943)
- Řád Bílého lva, III. třída – vojenská skupina (udělen 28.10.1996)
- Řád Tomáše Garrigua Masaryka[zdroj⁠?!]
- Československý válečný kříž 1939
- Československý válečný kříž 1939, udělen podruhé
- Československý válečný kříž 1939, udělen potřetí
- Československý válečný kříž 1939, udělen počtvrté
- Československá medaile Za chrabrost před nepřítelem
- Československá medaile Za chrabrost před nepřítelem, udělen podruhé
- Československá medaile Za chrabrost před nepřítelem, udělen potřetí
- Československá vojenská medaile za zásluhy, I. stupeň
- Pamětní medaile československé armády v zahraničí, se štítkem Francie a Velká Británie
- Hvězda 1939–1945[6]
- Defence Medal[7]
- Válečná medaile 1939–1945[8]
- Air Crew Europe Star[9]
- Barmská hvězda[10]